# Cordillera de Las Vegas
La cordillera de Las Vegas (en inglés: Las Vegas Range) es una pequeña cordillera del Oeste de Estados Unidos, localizada en la parte sur del estado de Nevada, toda ella en el condado de Clark. La cordillera se ubica en el sureste del refugio nacional de vida silvestre del Desierto.

## Descripción
La sierra de Las Vegas es un alineación de dirección norte-sur con dos líneas de riscos principales de norte-sur en el sureste de la sierra de Sheep (Sheep range) la cual es también una sierra de grandes riscos de norte a sur. Estas sierras tienen su origen en un bloque de falla, que es el origen tanto de la cuenca como de la sierra. Al este se encuentra la sierra de Arrow Canyon.  La autopista 93 de Nevada cruza de norte a sur entre ambas sierras y recorre el límite oeste del refugio nacional de vida silvestre del Desierto.
La porción sur de la sierra de Las Vegas tiene una línea de riscos que terminan en un macizo en el sur que rodea el valle de Las Vegas, específicamente el límite norte de la ciudad de Las Vegas del Norte (North Las Vegas). El punto más elevado de la sierra se encuentra en el pico Gass en el macizo sur del centro-oeste.